# Michael II. Komnenos Dukas Angelos

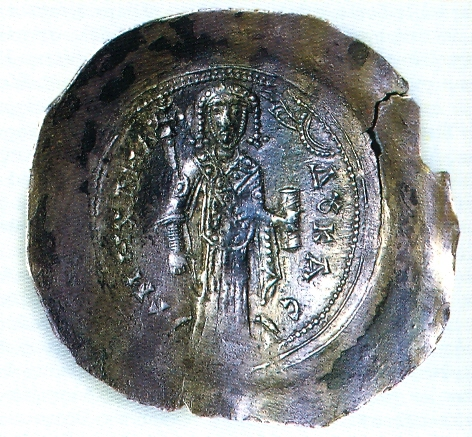
Michael II. Komnenos Dukas

Michael II. Komnenos Dukas Nothos Angelos (* 1205; † 1266/68) war Archon von Epirus und Ätolien von 1237 bis 1266. Er war der uneheliche Sohn des Despoten Michael I. Komnenos Dukas Angelos (1204–1214).

## Leben
Nach der Ermordung seines Vaters 1215 ging Michael ins Exil, aus dem er nach 1230 erst nach Epirus zurückkehrte. Ihm gelang es, die politischen Wirren nach dem Mongolensturm ausnutzend, seine Herrschaft in Epirus und Teilen Thessaliens gegen die Bulgaren und das Königreich Thessaloniki zu errichten und seine Unabhängigkeit auch gegenüber dem Kaiser in Nicäa zu behaupten. Michael II. und Johannes III. schlossen 1249 einen Freundschaftsvertrag, der durch die Ehe einer Enkelin des Kaisers mit Michaels Sohn bekräftigt werden sollte, und mit dem Nicäa den Rücken frei bekam, um sich gegen das Lateinische Kaiserreich in Konstantinopel zu wenden.
Als aber Michael zwei Jahre später (1251) gegen Nicäa zu den Waffen griff, zögerte Johannes III. nicht, den Angriff zu erwidern, so dass sich Michael II. 1253 zur Kapitulation gezwungen sah. Er musste nicht nur die eroberten Gebiete, sondern auch Teile des westlichen Makedonien abtreten, seinen Sohn an den Hof des Gegners schicken, wo dann die vereinbarte Ehe auch geschlossen wurde, nicht allerdings ohne einen weiteren Waffengang zuvor (Theodor hatte in letzter Minute die Herausgabe der Stadt Durazzo gefordert), der für Michael günstig bis zur Belagerung Thessalonikis führte – und dann durch einen Überfall des neuen Königs von Sizilien, des Staufers Manfred, der 1258 in Epirus einfiel, Korfu und einige Küstenorte besetzte, fast gescheitert wäre.
Michael gelang es jedoch, Manfred und kurze Zeit später auch Wilhelm II. von Villehardouin, den Fürsten von Achaia, zu einem Bündnis zu bewegen, denen er jeweils einer seiner Töchter zur Frau gab (und den Sizilianern als Mitgift das, was sie ohnehin schon erobert hatten).
1259 kam es dann zu entscheidenden Auseinandersetzung. Bei der im September folgenden Schlacht von Pelagonien verriet Michael (wohl nach einem Streit) seine Verbündeten, indem er am Abend zuvor zum Gegner überlief. Nicäa gewann die Schlacht, und Michaels Herrschaftsgebiet wurde von ihnen trotz des Überlaufens besetzt.
Michael gelang es in der Folgezeit, sein Fürstentum zurückzuerobern, kämpfte dann mit wechselndem Erfolg weiter gegen seine Gegner, bis 1264 ein Frieden zwischen den Kontrahenten geschlossen werden konnte, der in diese Richtung dann auch Bestand hatte.
Stattdessen tat sich eine neue Bedrohung im Westen auf: Manfred war 1266 in der Schlacht bei Benevent von Karl von Anjou geschlagen worden und selbst gefallen, Karl hatte seine Nachfolge angetreten, die er dann auch auf die Besitzungen östlich der Adria ausdehnen wollte. 1267 eroberte er Korfu und große Teile des epirotischen Festlands, verhinderte damit aber nicht, dass nach Michaels Tod 1271 dessen Sohn Nikephoros I. die Nachfolge als Despot antreten konnte.

## Nachkommen
Michael II. war verheiratet mit Theodora Petraliphaina, der später heiligen Theodora von Arta, Tochter von Johannes Petraliphas. Ihre Kinder waren:
- Demetrios-Michael, † 1304
- Anna Komnene Dukaina, † 4. November 1286, ⚭ I 1259 Wilhelm II. von Villehardouin, † 1. Mai 1278, 1246 Fürst von Achaia; ⚭ II Nikolaus II. von St. Omer, † 1294
- Helena Dukaina Angelina, * wohl 1242, † Juli 1271 im Gefängnis in Nocera, Erbin von Korfu, Durazzo, Valona und Berat; ⚭ Trani 2. Juni 1259 Manfred, * 1232, † 26. Februar 1266 in der Schlacht bei Benevent, 1250 Fürst von Tarent, 1254 Regent, Palermo 10. August 1258 König von Sizilien und Apulien;
- Nikephoros I. Angelos, † 1296; ⚭ Maria, Tochter des Theodor II. Laskaris
- Johannes Dukas, † um 1289 durch Selbstmord, nachdem er 1280 eingekerkert und geblendet worden war; ⚭ NN Tornikissa, Tochter des Sebastokrators Konstantin
- Johannes I. Dukas Komnenos (unehelich), Sebastokrator, † 1289
- Thamar ⚭ Philipp I. von Tarent